# Riksdagstryck
Riksdagstryck är beteckningen på dokumentationen av den svenska riksdagens arbete.
I riksdagstrycket ingår bland annat propositioner, protokoll från kammarens sammanträden, utskottens betänkanden och ledamöternas motioner.
Samtliga riksdagstryck från 1521 och framåt finns tillgängliga på riksdagsbiblioteket, men på senare tid har största delen även gjorts tillgängligt och i viss utsträckning sökbart på webben.